# I. Lothár római császár
I. Lothár (hollandul és latinul: Lotharius, németül: Lothar, franciául: Lothaire, olaszul: Lotario), (Altdorf, 795 – Prüm, 855. szeptember 29.) Itália királya (818–855), I. Jámbor Lajos és Hesbaye-i Ermengarde legidősebb fia volt. Ő örökölte apjától az egész Frank Birodalmat a császári címmel együtt, de később kénytelen volt megosztani azt öccseivel, Kopasz Károllyal és Német Lajossal, mint királyokkal. A birodalmat a 843-as verduni szerződés értelmében három részre osztották fel egymás között: Kopasz Károly megszerezte a Nyugati Frank Királyságot, a későbbi Franciaországot, Német Lajos pedig a Keleti Frank Királyságot, a későbbi Németországot és Lothárnak csak a belső középső frank területek maradtak (Itália, Burgundia és Lotaringia).

## Élete

### Jámbor Lajos császársága
Korai éveiről keveset tudunk, bár valószínűleg nagyapja, Nagy Károly udvarában teltek 815-ig, amikor is trónra lépő apja kinevezte őt bajor királlyá. Amikor 817-ben Jámbor Lajos jelképesen felosztotta fiai között az örökségét, Lothárt császárrá koronáztatta Aachenben (francia nevén Aix-la-Chapelle-ben), és megadta neki a főhatalmat öccsei, Pipin és Német Lajos felett, akik Aquitániát és Bajorországot örökölték. Lothár fejére tették Lombardia vaskoronáját is, melyet eddig apai unokatestvére, Bernárd viselt. Amikor Bernárd meghalt, Lothár szerezte meg a hatalmat az itáliai királyságban. 821-ben elvette Tours-i Ermengarde-ot (?-851), Hugó tours-i gróf lányát. 822-ben ténylegesen kezébe vette Itália kormányzását, és 823. április 5-én I. Paszkál pápa ismét császárrá koronázta Rómában. 824 novemberében kihirdette, hogy a császár a pápával egyenrangú egyházi vezető, így jogot formált Itália püspökeinek kinevezésére.
Amikor visszatért apja udvarába, mostohaanyja, Welf Judith elnyerte a támogatását azon terveire, hogy királyságot szerezzen fiának, az újszülött Kopasz Károlynak; a cselszövésre, amelyet 829-ben hajtottak végre, amikor a kis herceg Alemannia királya lett. Lothár azonban hamarosan megváltoztatta terveit, és seregekkel indult apja ellen, hogy meghódítsa az egész birodalmat. A hadiszerencse szerint váltakozva hol a birodalom tényleges ura volt, hol nem, mígnem száműzték Itáliába, és megfosztották minden egyéb birtokától. Hamarosan azonban ismét fegyvert fogott, és testvéreivel szövetségben apjuk ellen támadt.
Az első lázadás 830-ban kezdődött. Mind a három testvér Jámbor Lajos ellen fordult, aki azonban legyőzte őket. 831-ben Jámbor Lajos visszaszerezte trónját, és megfosztotta Lothárt császári rangjától. Ezen felül Itáliát is Kopasz Károlynak adta. A második felkelést 833-ban II. Angilber milánói érsek is támogatta, de Lajos ismét győzött, és a következő évben (834) megbosszulta sérelmeit. Lothár visszatért Lombardiába, és a császári címet meghagyta az apjának.

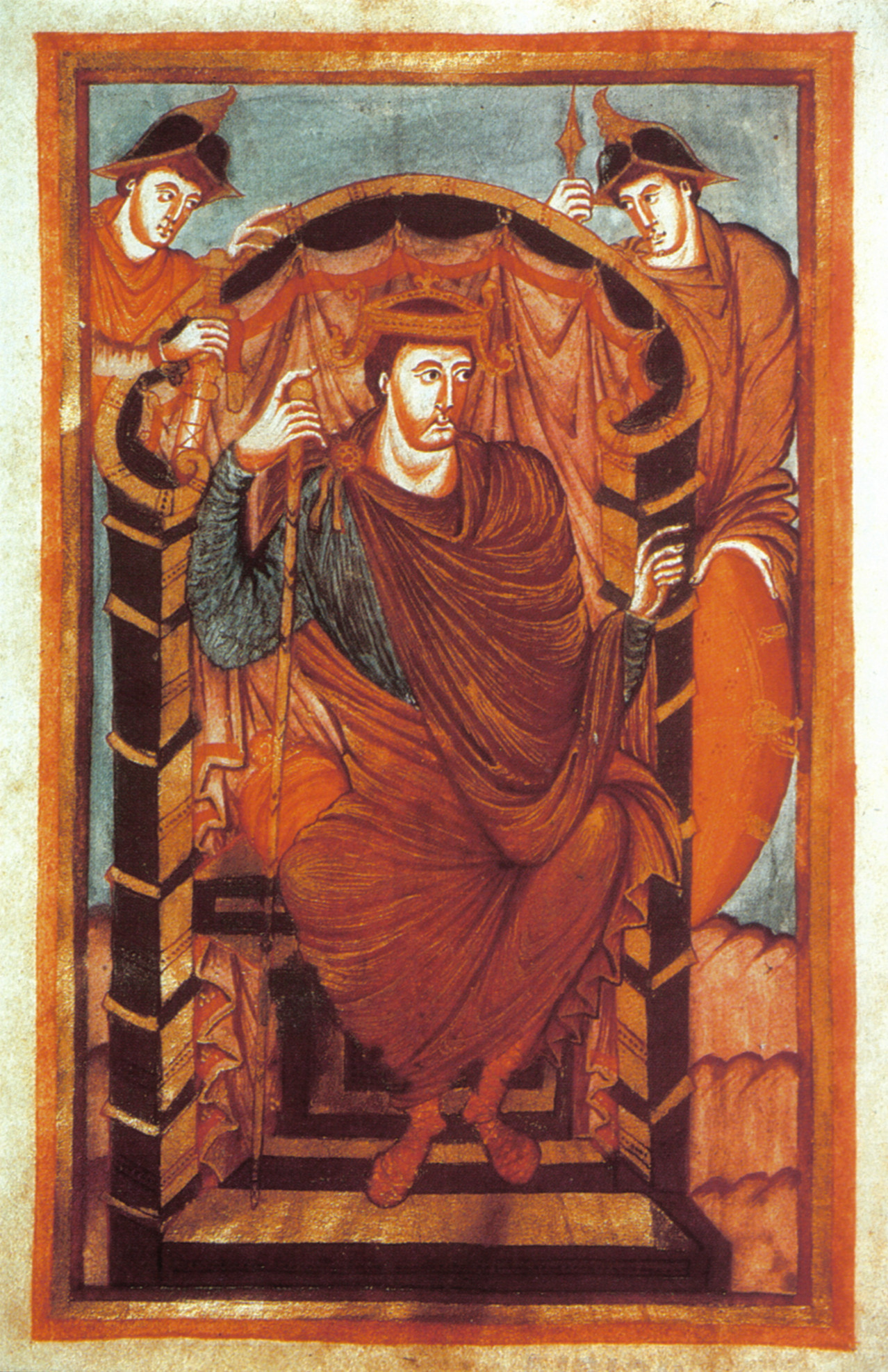
I. Lothár

### Önálló császársága

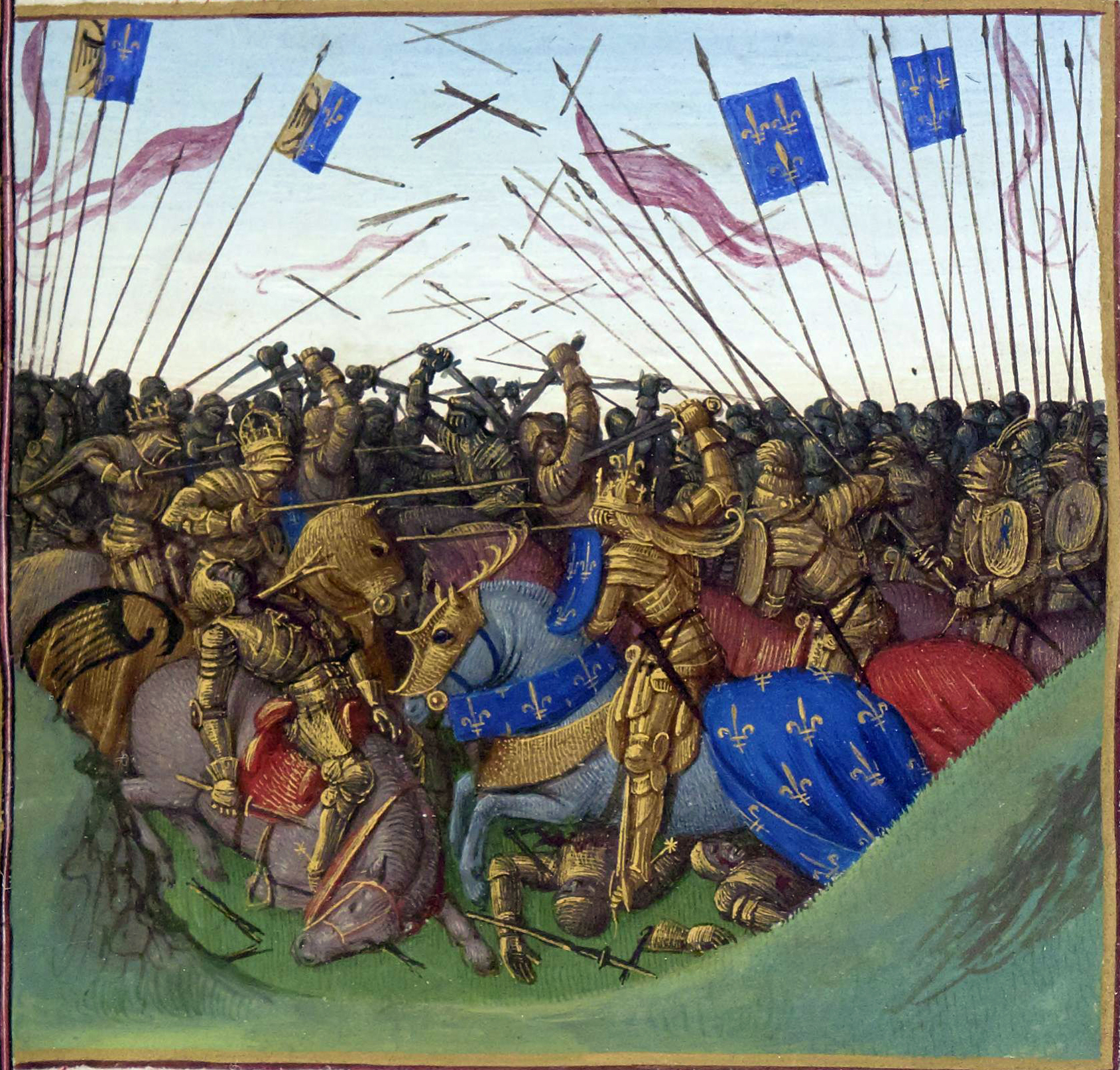
A fontenay-i csata

Amikor Jámbor Lajos 840-ben meghalt, Lothárra hagyta a császári jelképeket, aki így az egész birodalmat örökölte.
Testvéreivel, Lajossal és Károllyal folytatott tárgyalásai, akik mindketten fegyverrel indultak ellene, ahhoz vezetett, hogy fiatalabb testvérei szövetséget kötöttek egymással Lothár ellen. A döntő csatát Fontenay-en-Puisaye-nél vívták 841. június 25-én, ahol Lothár és unokaöccse, II. Pipin aquitániai király bátorsága ellenére seregeik vesztettek, és a császár Aachenbe szorult vissza. Új sereget szervezett, és fosztogató hadjáratot indított, de Károly és Lajos seregei túl erősnek bizonyultak. A háború odáig fajult, hogy Lothár kénytelen volt elhagyni fővárosát.
Hamarosan megkezdődtek a béketárgyalások, és 842 júniusában a fivérek Saône szigetén találkoztak, és megkötöttek egy megállapodást, mely a 843. augusztusi verduni szerződéshez vezetett. Lothár megőrizte császári címét és egy földsávot Németalföld és Észak-Itália között, nagyjából a Rajna és a Rhône folyók mentén. Hamarosan legidősebb fiára, II. Lajos római császárra hagyta Itáliát, és az új királyságába ment, hogy fivéreivel kibékülve harcoljon közös ellenségeik, a vikingek és a szaracénok ellen, akik földjeiket fenyegették.
855-ben súlyosan megbetegedett. A felgyógyulás reménytelensége miatt felosztotta királyságát három fia között, és szeptember 23-án visszavonult Prüm kolostorába, ahol hat nap múlva elhunyt. Maradványait 1860-ban találták meg Prümben.
Legidősebb fia, Lajos kapta Itáliát és a császári címet. A második, Lothár, kapta Lotaringiát, a legkisebb Károly Provence-t.

## Címei
- bajor király (815–817)
- itáliai király (818–)
- középső frank király (843–)
- római császár (817–855) (egyedül 840-től)

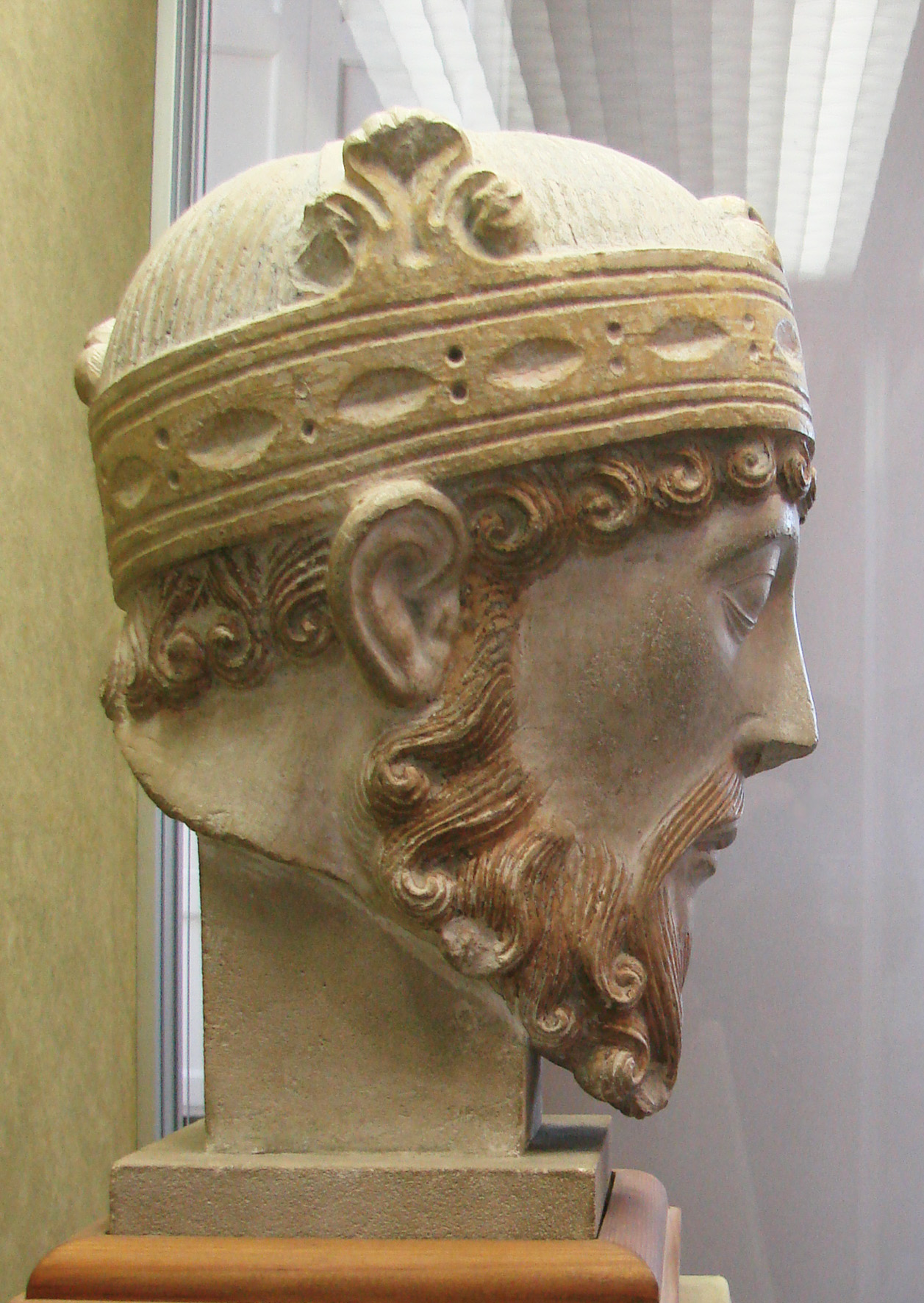
I. Lothár fejszobra

## Családja
- Lothár 821. október 15-én Thionville-ben vette el Tours-i Ermengarde-ot.[2] Kilenc gyermekük született:
  - II. Lajos[2] (822 – 875. augusztus 12.)
  - Hiltrude[2] (826 – 865/866)
  - II. Lothár[2] (827 – 869. augusztus 8.)
  - Irmgard[2] (830 – 849 után)
  - Bertha[2] (830 k. – 852. május 7. után)
  - Gizella[2] (830 k. – 856. május 19. után)
  - Rotrude[2] (840 – ?)
  - Provence-i Károly[2] (845 – 863. január 24.)

- Lothár második felesége, Doda egy gyermeket szült férjének:[2]
  - Karloman[2] (853 – ?)

- Lothár harmadik feleségének a neve nem ismert.[2]